# Алфред Адлер
Алфред Адлер (Беч, 7. фебруар 1870 — Абердин, 28. мај 1937) је био аустријски лекар и психијатар, оснивач школе индивидуалне психологије. Његов нагласак на важности осећања припадности, породичне констелације и редоследа рођења издваја га од Фројда и других чланова Бечког круга. Он је предложио да допринос другима (друштвени интерес или Gemeinschaftsgefuhl) представља начин на који појединац осећа смисао вредности и припадности породици и друштву. Његов ранији рад се фокусирао на инфериорност, комплекс инфериорности, изолациони елемент који игра кључну улогу у развоју личности. Алфред Адлер је људско биће посматрао као индивидуалну целину и зато је своју психологију назвао „индивидуална психологија“ (Орглер 1976).
Адлер је био први који је истакао важност социјалног елемента у процесу поновног прилагођавања појединца и пренео психијатрију у заједницу. Једна анкета часописа Review of General Psychology, објављена 2002. године, рангирала је Адлера као 67. најеминентнијег психолога 20. века.

## Биографија
Алфред Адлер је рођен 1870. године у Бечу као треће дете јеврејског трговца житарицама. Као дете оболео је од рахитиса и није могао да се креће до своје четврте године. У петој години замало није умро од запаљења плућа. Тада је одлучио да постане лекар.
Године 1895. дипломирао је медицину на Бечком универзитету. Након објављивања списа о органској инфериорности 1907. године, који су били у складу са схватањима психоанализе, на позив Зигмунда Фројда придружио се групи психијатара окупљених око њега. Међутим, након што је Адлер објавио списе о агресивном инстинкту и дечјем осећању инфериорности, долази до разлаза са Фројдом. Адлер је са онима који су га подржавали напустио Бечко психоаналитичко друштво и 1911. године основао Друштво слободне психоанализе, које је наредне године променило назив у Друштво индивидуалне психологије.
Током Првог светског рата служио је као лекар у Аустроугарској армији. Након рата био је укључен у различите пројекте. Године 1926. одржао је предавање у САД и прихватио место професора на Медицинском колеџу на Лонг Ајленду. Годину дана после доласка нациста на власт Адлер и његова породица заувек напуштају Беч.
Алфред Адлер је умро од срчаног удара 1937. године у Абердину, где је требало да одржи серију предавања.

## Теорија

### Тежња за супериорношћу и осећање инфериорности
Два појма заузимају кључно место у Адлеровој теорији: тежња за супериорношћу и осећање инфериорности.
Адлер је сматрао да постоји једна мотивациона сила или тежња која детерминише понашање човека. Он ту мотивациону силу назива тежња за супериорношћу. Адлерова употреба овог термина има корене у филозофији Фридриха Ничеа, који говори о вољи за моћ као главним мотивом у животу човека. Адлер касније све више говори о тежњи за супериорношћу као о болесној и неуротичној тежњи. Узрок настанака ове тежње је осећање инфериорности. Другим речима, човек компензује или превазилази осећање инфериорности развијањем тежње за супериорношћу.
Осећање инфериорности имају сви људи, у већој или мањој мери. Адлер разликује две врсте инфериорности. Једна је органска инфериорност. Наиме, чињеница је да код сваког човека постоје органи који су слабије или јаче развијени. Такође, неки људи могу имати болест, физичку ману или недостатак: срчане сметње, слабе бубреге или плућа, дијабетес, астму, слаб вид или слух, слабу мускулатуру, разне врсте телесних деформитета, урођену склоност ка гојазности, ниском расту итд. Према Адлеру, човек на органску инфериорност реагује компензацијом и то на следећи начин: инфериоран орган ојача, или постане увећан, или особа психолошки компензује органски проблем развијањем одређене вештине или одређеног типа личности. Постоји велики број људи који успешно компензују органску инфериорност. Такође постоји и одређен број људи који у томе не успеју и који услед тога постају дубоко очајни.
Друга врста инфериорности је психолошка инфериорност, која је чешћа од органске. Човек може бити уверен да је безвреднији од других, који га надмашују својим могућностима или постигнућима. Нпр, неки људи су неуспешни у школи или спорту; неки су одбачени од друштва; неке људе исмевају због њиховог изгледа. Са друге стране, осећање инфериорности може произићи и из узраста. Тако се дете осећа инфериорно или мање вредно у односу на одрасле. Као и код органске инфериорности, и код психолошке неке особе успешно остваре компензацију, а неке не. Разлика између органске и психолошке инфериорности је у томе што психолошка не мора одговарати стварности.
Особа коју преплави осећање инфериорности може развити комплекс инфериорности. Таква особа постаје стидљива, плашљива, несигурна, неодлучна, покорна итд. Она такође може почети да манипулише другим људима стално понављајући како је несигурна у себе, како је у подређеном положају, како је мање вредна итд.
Постоји и други начин на који људи реагују на инфериорност поред компензације и комплекса инфериорности: то је развијање комплекса супериорности. Под тиме се подразумева да особа прикрива осећање инфериорности претварањем да је супериорна. Ако је нека особа безвредна, једини начин да се осећа вредном је да код других изазове осећање безвредности. Добри примери за то су хвалисавци, силеџије, људи на не превише важном положају и др. Драстичнији примери су особе које се осећају моћно након извршења убиства, особе које вређају на полној, расној, етничкој, верској и другој основи.

### Животни стил
За Алфреда Адлера свака личност се води једним основним циљем који обликује читав њен живот, стварајући њен карактеристичан животни стил. Тај основни циљ може бити здрав или неуротичан. Здрав циљ за Адлера подразумева окренутост ка заједници, развијено осећање за друге и активност у корист заједнице. Неуротична личност је, са друге стране, усмерена на себе саму и следи фиктивни, неоствариви циљ. У основи тог циља је жеља за савршенством и тежња за супериорношћу. Развијајући осећање за заједницу човек на здрав начин компензује осећање инфериорности, достижући зрелост кроз рад, сарадњу и пријатељство. Неуспех у превазилажењу осећања инфериорности води у неурозу.
Адлер у својој теорији разликује четири основна психолошка типа или животна стила:
Први је доминирајући. Такве особе су агресивне и склоне да доминирају другима. Имају много енергије. Теже личној моћи и спремне су да склоне сваког ко им се нађе на путу.
Други тип је ослањајући. Овакве особе се ослањају на друге како би изашле на крај са животним тешкоћама. Имају мало енергије и зависне су од других.
Трећи тип је избегавајући. То су особе лишене енергије које избегавају живот и друге људе, тежећи да се затворе у свој свет.
Четврти тип је друштвено користан. То је здрава личност која има енергије и која је усмерена ка друштву, а не ка себи.
Животни стил се формира веома рано, отприлике до пете године живота. Према Адлеру, три ситуације у детињству највише доприносе развитку лажног животног циља.
Прву одликују органска инфериорност и ране болести.
Другу одликује размаженост. Размажено дете не учи да се стара о себи, и касније открива своју инфериорност. Пошто његове жеље родитељи моментално извршавају, оно ће и од других очекивати исто, услед чега ће наилазити на отпор и непријатељство.
Трећу одликује занемаривање. Занемарено дете развија осећање инфериорности јер са њим родитељи поступају као са безвредним, те развија неповерење и постаје неспособна да воли.

### Ред рођења
За разлику од осталих теоретичара личности који су наглашавали само утицај родитеља на рано детињство, Адлер је говорио о утицају браће и сестара на формирање личности. Ово је вероватно најпознатији део Адлерове теорије личности.
Једино дете. Има више изгледа да буде размажено. Ка њему је усмерена сва пажња родитеља.
Прворођено дете. Почиње живот као једино дете, да би затим било „свргнуто са престола“ другим. Често прерано сазревају. Конзервативнија су од других.
Другорођено дете. Надмеће се са прворођеним и покушава да га надмаши.
Најмлађе дете. Често је размажено. Оно једино не бива „свргнуто са престола“ у вишечланој породици. Међутим, најмлађе дете се може осећати инфериорним будући да је окружено старијом браћом и сестрама, који су супериорнији.

### Телеологија и холизам
За разлику од Фројда, за Адлера личност није једноставни производ прошлости, већ да је окренута будућности. На овакав Адлеров став пресудан утицај извршила је књига Ханса Вајнингера (Hans Vaininger) Филозофија „Као да". Наш животни стил је одређен оним што желимо да постигнемо и чему тежимо. Такво виђење је телеолошко, насупрот каузалном које је заступао Фројд. Адлер такође сматра да човека треба посматрати као целину, а не као прост збир саставних делова. На овакав његов приступ, који се назива холизам, утицао је јужноафрички филозоф и државник Џен Сматс (Jan Smuts).

## Књиге
- Студија о мањој вредности органа (1907)
- О нервозном карактеру (1912)
- Лечење и васпитање (1913)
- Теорија и пракса индивидуалне психологије (1920)
- Познавање људи (1927)
- Техника индивидуалне психологије (1928)
- Познавање живота (1929)
- Проблем хомосексуалности (1930)
- Религија и индивидуална психологија (1933)